# Huperzia calquistii
Huperzia calquistii är en lummerväxtart. Huperzia calquistii ingår i släktet lopplumrar, och familjen lummerväxter. Inga underarter finns listade i Catalogue of Life.